# Neoseiulella armidalensis
Neoseiulella armidalensis är en spindeldjursart som först beskrevs av Schicha och Elshafie 1980.  Neoseiulella armidalensis ingår i släktet Neoseiulella och familjen Phytoseiidae. Inga underarter finns listade i Catalogue of Life.